# Hamnet (novela)
Hamnet es una novela escrita por Maggie O'Farrell publicada por Tinder Press en el año 2020, que recibió el premio del Círculo Nacional de Críticos del Libro. Ficcionaliza episodios de la vida de los esposos Anne Hathaway y William Shakespeare, la muerte de su hijo Hamnet y la composición de la tragedia Hamlet. 

## Argumento y temas
La protagonista de la historia es Agnes Hathaway, una muchacha independiente que elabora remedios con plantas, y que vive al margen de la comunidad del pueblo de Stratford. Conoce a un joven preceptor de latín –William Shakespeare, hijo de un guantero– con el que se casará. Su matrimonio se verá puesto a prueba, primero por las relaciones con sus parientes, las estancias del marido en Londres y después por la enfermedad de sus hijos gemelos, Judith y Hamnet, contagiados durante una epidemia de peste, y la muerte del niño a los 11 años.
La autora se propone descifrar mediante la ficción el enigma que sigue encarnando la mujer de Shakespeare, a partir de la idea de la ensayista Germaine Greer, sobre el «vacío en forma de esposa, que los idólatras del bardo rellenaron con sus propias especulaciones». El relato recapacita no solo «sobre la muerte, la paternidad, la pérdida de un ser querido o la expansión de una enfermedad. También es un libro de cómo algo tan triste puede llegar a ser el origen de una obra maestra». La autora también trata de repensar la vida y motivaciones artísticas del autor inglés, y considera que la crítica clásica ha tenido una visión limitada de sus relaciones familiares y afectos. La crítica ha dicho que «después de leer Hamnet será imposible volver a leer o ver una obra de Shakespeare como lo habíamos hecho hasta ahora».

## Impacto y recepción de la obra
La obra tuvo una gran acogida y éxito de ventas, convirtiéndose en lectura recomendada desde muchas revistas y suplementos culturales. En español fue editada en 2021 por Libros del Asteroide, con traducción de Concha Cardeñoso, y en catalán por la editorial L’Altra, con traducción de Marc Rubió Rodon.. En Canada se publicó con el título adaptado de Hamnet & Judith y en italiano como Nel nome del figlio. Hamnet.
La obra recibió varios premios tras su publicación. En 2020, el premio del Círculo Nacional de Críticos del Libro en la categoría de ficción, el Women's Prize for Fiction y la Andrew Carnegie Medal para ficción. En 2021 fue elegida novela del año en los Dalkey Literary Awards y seleccionada entre los 5 libros del premio australiano Walter Scott Prize de ficción histórica.
La autora pidió permiso en la iiglesia de la Santísima Trinidad de Stratford-upon-Avon para plantar en su cementerio dos árboles en homenaje a los niños, frente a los bustos de sus padres, con unas citas de la obra de Shakesperare. La que está dedicada a Hamnet es la canción que Ofelia cantaba con insolencia a Gertrudis en la obra teatral que el niño habría inspirado: «Muerto es ya, señora, / muerto y no está aquí. / Una tosca piedra / a sus plantas vi / y al césped del prado / su frente cubrir».

## Adaptaciones
En 2023 se realizó una adaptación al teatro por Lolita Chakrabarti, dirigida por Erica Whyman y estrenada por la Royal Shakespeare Company en Stratford-upon-Avon, pare reabrir el Swan Theatre reacondicionado tras la pandemia por Covid-19. Posteriormente se representó también en el Garrick Theatre de Londres, protagonizada por Madeleine Mantock en el papel de Anne Hathaway, Tom Varey como William Shakespeare y Ajani Cabey como Hamnet. Una característica destacada de la adaptación teatral es que la heroína es encarnada por una mujer mestiza. La obra ha seguido programándose hasta 2024.
En 2025 se estrena una adaptación al cine dirigida por Chloé Zhao, con guion de la propia autora y la directora, protagonizada por Jessie Buckley, Paul Mescal, Joe Alwyn y Emily Watson, anunciada desde 2023. Los derechos fueron comprados en 2024 por Focus Features y la distribución estará de cargo de Universal Pictures International.